# Дзёдзай (княжество)

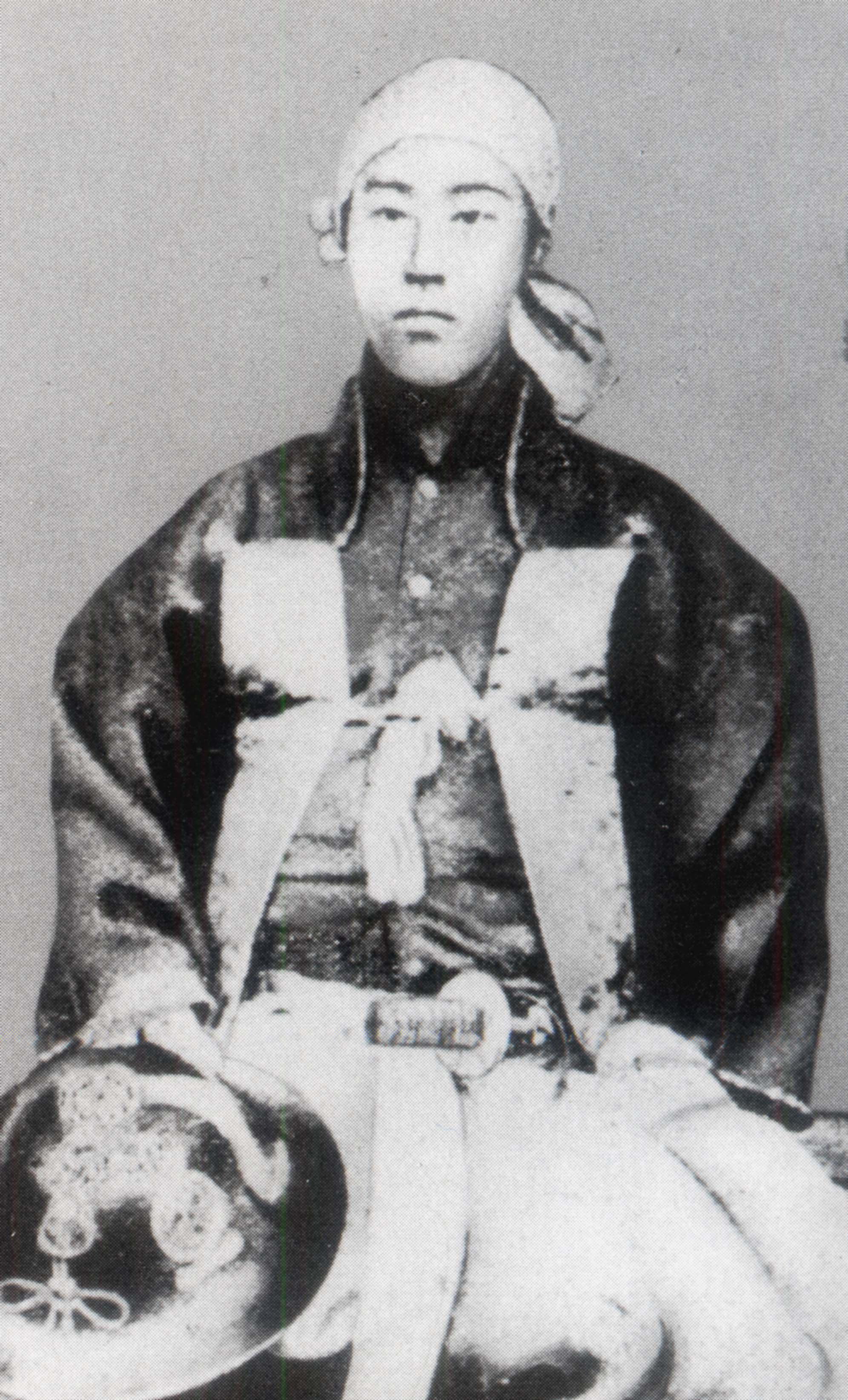
Последний даймё Дзёдзай-хана Хаяси Тадатака

Княжество Дзёдзай (яп. 請西藩 Дзёдзай-хан), до 1850 года также известно как Княжество Каибути (яп. 贝渊藩 Каибути-хан) — феодальное княжество (хан) в Японии периода Эдо (1825—1871), в провинции Кадзуса региона Токайдо на острове Хонсю (современная префектура Тиба).

## История княжества
Административный центр княжества: деревня Дзёдзай, современная префектура Тиба.
Доход хана:
- 1825—1868 годы — 13 000 -> 18 000 -> 10 000 коку риса
- 1868—1871 годы — 10 000 коку

Княжество Дзёдзай было создано в 1825 году. Первоначально территория будущего домена находилась под властью рода Мидзуно. Имея относительно небольшие размеры, княжество сыграло важную роль в конце своего существования, во время Войны Босин (1868—1869).
Род Хаясу вёл своё происхождение от рода Огасавара, представители которого носили звание сюго в провинции Синано. Первым правителем Дзёдзай-хана стал Хаяси Тадафуса (1765—1845). Хаяси Тадафуса начал службу при дворе сёгуна Токугава Иэнари в качестве слуги (особясу), затем стал хатамото. В апреле 1825 года он получил ранг вакадосиёри (младшего советника). В том же году Хаяси Тадафуса получил во владение небольшой домен Каибути-хан в провинции Кадзуса с доходом 10 000 коку. В 1834 году его доход был увеличен на 3 000 коку, а после того, как он был назначен контролировать восстановление замка Эдо в 1839 году, ему предоставили ещё 5 000 коку, в результате чего его общий доход составил 18 000 коку риса. Однако в связи со смертью сёгуна Токугава Иэнари Хаяси Тадафуса в 1841 году был лишен своей должности, а его доход был понижен до 10 000 коку.
В 1841 году вторым даймё стал Хаяси Тадаакира (1805—1867), второй сын Хаяси Тадафусы. В ноябре 1850 года семья Хаяси переехала деревни Каибути в деревню Дзёдзай, которая стала их новой резиденцией вплоть до 1868 года.
После переезда Хаяси Тадаакиры в Дзёдзай княжество оказалось в стратегически важной позиции в связи с появлением командора Мэтью Перри и американского флота. В 1853—1854 годах род Хаяси руководил защитой японского побережья от деревни Каибути до бухты Эдо. В 1854 году 2-й даймё Хаяси Тадаакира отказался от власти в пользу своего младшего брата Хаяси Тадакаты (1845—1867), который вначале служил капитаном гвардии, а затем стал сосидаем (магистратом) Фусими.
В 1867 году после смерти Хаяси Тадакаты 4-м правителем княжества стал его племянник Хаяси Масаносукэ (1848—1941), младший сын 2-го даймё Хаяси Тадаакиры.
Во время Войны Босин (1868—1869) даймё Хаяси Масаносукэ, известный также под именем Тадатака, сражался на стороне сёгуната Токугава. Первоначально даймё находился в своей резиденции — Дзёдзай, и хотя он не смог принять участия в битве при Тоба — Фусими, он решил сражаться за династию Токугава до конца. Вместе со своим отрядом Хаяси Тадатака, сражаясь на стороне Северного союза, вёл партизанскую борьбу против императорской армии в провинции Идзу. Хаяси Тадатака сдался, когда получил известие о том, что свергнутый род Токугава получил во владение от императорского правительства большой домен Сидзуока-хан в провинции Суруга. В том же 1868 году Дзёдзай-хан был конфискован правительством, а сам Хаяси Тадатака взят под стражу в Эдо. Позднее он был освобожден, занимал несколько государственных должностей и получил титул барона (яп. 男爵 дансяку).
В 1868 году Дзёдзай-хан получил во владение Мацудайра Нобутоси (1851—1887), глава ветви Такиваки-Мацудайра, ранее правивший в Одзима-хане (1864—1868). После переезда Мацудайры Нобутоси Дзёдзай-хан был переименован в Сакурай-хан (桜井藩?).
Сакурай-хан был ликвидирован в июле 1871 года. Первоначально княжество было переименовано в префектуру Сакурай, в ноябре того же года она вошла в состав префектуры Кисарадзу, которая в 1873 году стала частью префектуры Тиба.

## Правители княжества
- Род Хаяси, 1825—1868 (фудай-даймё)

| № | Имя             | Имя     | Годы правления | Годы жизни  | Примечания                             |
| - | --------------- | ------- | -------------- | ----------- | -------------------------------------- |
| 1 | Хаяси Тадафуса  | 林忠英  | 1825 — 1841    | 1765 — 1845 | Хатамото и вакадосиёри                 |
| 2 | Хаяси Тадаакира | 林忠旭? | 1841 — 1854    | 1805 — 1867 | Второй сын и преемник Хаяси Тадафусы   |
| 3 | Хаяси Тадаката  | 林忠交  | 1854 — 1867    | 1845 — 1867 | Третий сын Хаяси Тадафусы              |
| 4 | Хаяси Тадатака  | 林忠崇  | 1867 — 1868    | 1848 — 1941 | Младший сын 2-го даймё Хаяси Тадаакиры |

- Род Мацудайра (ветвь Такиваки), 1868—1871 (фудай-даймё)

| № | Имя                | Имя      | Годы правления | Годы жизни  | Примечания                                      |
| - | ------------------ | -------- | -------------- | ----------- | ----------------------------------------------- |
| 1 | Мацудайра Нобутоси | 松平信敏 | 1868 — 1871    | 1851 — 1887 | Сын Найто Ёриясу, усыновлён Мацудайрой Нобуфуми |